# Écaille marbrée
Callimorpha dominula
Genre
Espèce
L’Écaille marbrée, Écaille lustrée ou Écaille rouge (Callimorpha dominula) est une espèce de lépidoptères (papillons) de la famille des Erebidae et de la sous-famille des Arctiinae. Elle est la seule représentante du genre monotypique Callimorpha.

## Noms vernaculaires
En français, l'espèce est appelée Écaille marbrée,, Écaille lustrée, ou Écaille rouge.
Le nom d'Écaille rouge peut prêter à confusion d'autant plus que le rouge est parfois remplacé par du jaune. C'est pourquoi dans l'édition 2012 de l'ouvrage cité, on trouve « Écaille marbrée rouge ».
En anglais, l'espèce est appelée scarlet tiger.

## Description
Les ailes postérieures sont rouges et tachées de noir (taches plus grandes que celles de l'espèce proche Euplagia quadripunctaria).

## Répartition
Espèce eurasiatique, elle est répandue dans presque toute l'Europe (sauf l'extrême nord), jusqu'à l'Oural et l'Iran en Asie. On la trouve presque partout en France métropolitaine, jusqu'à 1 500 m d'altitude environ, mais elle est absente de Corse.

## Biologie

### Plantes hôtes
La chenille est polyphage, de mœurs diurnes ; elle se nourrit de diverses plantes basses (orties, patiences, consoudes, ronces...) ou d'arbustes (prunellier...).

### Phénologie
L'espèce n'a qu'une seule génération par an. On peut rencontrer l'adulte de fin mai à mi-août.
L'hibernation a lieu au stade de jeune chenille, enroulée sur elle-même dans les feuilles au sol.

### Biotopes
Ce papillon fréquente les lieux boisés, ombragés, plutôt humides, ainsi que les parcs et jardins de jour comme de nuit.